# Mark Oxley
Mark Thomas Oxley (ur. 28 września 1990 w Sheffield) – angielski piłkarz występujący na pozycji bramkarza w Hibernian, który jest wypożyczony z Hull City.